# 177853 Lumezzane
177853 Lumezzane è un asteroide della fascia principale. Scoperto nel 2005, presenta un'orbita caratterizzata da un semiasse maggiore pari a 2,6042976 UA e da un'eccentricità di 0,2029540, inclinata di 14,23016° rispetto all'eclittica.
L'asteroide è dedicato all'omonima località italiana.